# 黄乳海参
黄乳海参（学名：Holothuria fuscogliva）为海参科海参属的动物。分布于新喀里多尼亚以及中国大陆的西沙群岛等地，常栖息于珊瑚礁区域以及水深10-45m。该物种的模式产地在新喀里多尼亚。

## 保育狀況
其被列為《瀕危野生動植物種國際貿易公約》附錄二的物種，被限制出口及貿易。